# Mario Gómez
Mario Gómez García (wym. [ˈmaːʁioː ˈɡɔmɛs]; ur. 10 lipca 1985 w Riedlingen) – niemiecki piłkarz hiszpańskiego pochodzenia, który występował na pozycji napastnika. W latach 2007–2018 reprezentant Niemiec.

## Kariera klubowa
Swoją karierę piłkarską zaczynał w małych klubach SV Unlingen, a następnie FV Saulgau. Potem trafił do juniorskiej drużyny SSV Ulm 1846, w której trenował do 2001 roku. Wtedy odszedł do VfB Stuttgart, gdzie najpierw grał w drużynie młodzieżowej, a w 2003 roku został włączony do składu rezerw. Jeszcze w sezonie 2003/2004 zadebiutował w Bundeslidze, 8 maja w wyjazdowym meczu 32. kolejki, przegranym 1:2 z Hamburger SV, gdy w 48. minucie zmienił Imre Szabicsa. W marcu pojawił się w meczu 1/8 finału Ligi Mistrzów UEFA przeciwko Chelsea F.C. W tym samym sezonie z młodzieżowym zespołem VfB został mistrzem Niemiec. W sezonie 2004/2005 w drużynie amatorów w Regionallidze zdobył 15 goli w 24 meczach.
17 września 2005 w wygranym wyjazdowym meczu z 1. FSV Mainz 05 zdobył swojego pierwszego gola w lidze. Łącznie w sezonie 2005/2006 wystąpił w 30 spotkaniach i zdobył 6 goli, dokładając do tego 2 w Pucharze UEFA (oba w meczu z Rapidem Bukareszt, wygranym 2:1). Ze Stuttgartem zajął 9. miejsce w Bundeslidze.
Latem 2006 przedłużył kontrakt do 30 czerwca 2011. Od początku sezonu 2006/2007 zaczął regularnie grać w pierwszym składzie. W rundzie jesiennej zdobył 8 goli w lidze, a w każdym meczu pierwszych czterech kolejek rundy wiosennej zdobywał gola. W meczu z VfL Bochum doznał kontuzji i do końca sezonu nie pojawił się na boisku. Wraz ze Stuttgartem wywalczył mistrzostwo Niemiec. W całym sezonie zdobył 14 goli w lidze.
Od początku sezonu 2009/2010 był piłkarzem Bayernu Monachium. Pierwszy sezon w Bayernie zakończył z 14 trafieniami w lidze.
Sezon 2010/11 zakończył z tytułem króla strzelców Bundesligi z 28 bramkami. W sezonie 2011/2012 strzelił we wszystkich rozgrywkach 41 goli w 52 meczach. W Lidze Mistrzów Bayern dotarł do finału z Chelsea F.C. w Monachium, w którym Gómez rozegrał pełne 90 minut wraz z dogrywką oraz trafił do bramki podczas serii rzutów karnych. Mecz wygrała Chelsea.
W sezonie 2012/2013, z powodu kontuzji, stał się zmiennikiem Mario Mandžukicia. Wraz z klubem sięgnął po tzw. potrójną koronę, zdobywając Mistrzostwo Niemiec, Puchar Niemiec oraz zwyciężając w Lidze Mistrzów.
Po zakończeniu sezonu odszedł za około 16 milionów euro do włoskiego ACF Fiorentina.
W sezonie 2013/2014 z powodu kontuzji kolana wystąpił w 9 meczach Serie A, w których zdobył 3 bramki i jedną asystę. W Lidze Europy wystąpił w 6 meczach. W 1/8 finału z Juventusem strzelił bramkę na 1:1, była to jego jedyna bramka w tych rozgrywkach. W całym sezonie wystąpił w 15 meczach, zdobywając 4 bramki i 2 asysty.
W sezonie 2014/2015 został królem strzelców Pucharu Włoch z 4 bramkami na koncie. W lidze wystąpił w 20 spotkaniach, zdobywając 4 bramki i notując 2 asysty. W całym sezonie wystąpił w 32 meczach, strzelając 10 bramek i notując 4 asysty.
Po sezonie 2014/15 został wypożyczony do tureckiego Beşiktaş JK.17 sierpnia 2016 został piłkarzem VfL Wolfsburg, podpisując trzyletnią umowę.
Od 2018 roku kontynuuje karierę w VfB Stuttgart. 28 czerwca 2020 ogłosił zakończenie kariery piłkarskiej, a tego samego dnia zakończył karierę piłkarską. 

## Kariera reprezentacyjna
Karierę reprezentacyjną Gomez rozpoczął wcześnie, bo od występów w reprezentacji Niemiec U-16, w której zagrał w 3 meczach i zdobył 1 gola. Potem przyszły występy w kadrze U-17 (14 meczów, 5 goli), U-17/U-18 (23 mecze, 11 goli), U-20 (6 meczów, 1 gol) oraz U-21 (2 mecze, 1 gol).
7 lutego 2007 Gomez zadebiutował w pierwszej reprezentacji pod wodzą Joachima Löwa, w wygranym 3:1 towarzyskim meczu z reprezentacją Szwajcarii. W 30. minucie debiutu strzałem głową zdobył gola na 2:0 dla Niemców. Gomez uczestniczył w EURO 2008 na boiskach Austrii i Szwajcarii, jednak nie udało mu się tam nic zwojować. Nie strzelił żadnej bramki, a wystąpił w czterech meczach. Z reprezentacją doszedł do finału, gdzie nie udało się jednak wygrać z Hiszpanami. Gomez pojawił się na boisku w drugiej połowie. Na Euro 2012 strzelił trzy gole, był jednym z 6 królów strzelców turnieju. Z powodu kontuzji nie zagrał na Mistrzostwach Świata 2014 w Brazylii. Ostatni mecz w reprezentacji Gomez rozegrał 3 września 2014 roku w Düsseldorfie. Niemcy przegrali z Argentyną 2-4. Mario Gomez nie był powoływany na żaden z meczów eliminacji do Mistrzostw Europy 2016, jednak na same finały został powołany do kadry, która odpadła w półfinale.
W 2010 roku zdobył brązowy medal na Mistrzostwach Świata 2010.

## Statystyki

### Klubowe
| Klub               | Sezon              | Liga                  | Liga  | Liga   | Puchar kraju | Puchar kraju | Europa | Europa | Inne  | Inne   | Suma  | Suma   |
| Klub               | Sezon              | Liga                  | Mecze | Bramki | Mecze        | Bramki       | Mecze  | Bramki | Mecze | Bramki | Mecze | Bramki |
| ------------------ | ------------------ | --------------------- | ----- | ------ | ------------ | ------------ | ------ | ------ | ----- | ------ | ----- | ------ |
| VfB Stuttgart II   | 2003/2004          | Regionalliga Süd      | 19    | 6      | 0            | 0            | –      | –      | –     | –      | 19    | 6      |
| VfB Stuttgart II   | 2004/2005          | Regionalliga Süd      | 24    | 15     | 0            | 0            | –      | –      | –     | –      | 24    | 15     |
| VfB Stuttgart II   | Ogólnie            | Ogólnie               | 43    | 21     | 0            | 0            | 0      | 0      | 0     | 0      | 43    | 21     |
| VfB Stuttgart      | 2003/2004          | Bundesliga            | 1     | 0      | 0            | 0            | 1      | 0      | –     | –      | 2     | 0      |
| VfB Stuttgart      | 2004/2005          | Bundesliga            | 8     | 0      | 1            | 0            | 1      | 0      | –     | –      | 10    | 0      |
| VfB Stuttgart      | 2005/2006          | Bundesliga            | 30    | 6      | 0            | 0            | 5      | 2      | 3     | 0      | 38    | 8      |
| VfB Stuttgart      | 2006/2007          | Bundesliga            | 25    | 14     | 5            | 2            | –      | –      | –     | –      | 30    | 16     |
| VfB Stuttgart      | 2007/2008          | Bundesliga            | 25    | 19     | 3            | 6            | 4      | 3      | 0     | 0      | 32    | 28     |
| VfB Stuttgart      | 2008/2009          | Bundesliga            | 32    | 24     | 2            | 3            | 10     | 8      | 0     | 0      | 44    | 35     |
| VfB Stuttgart      | Ogólnie            | Ogólnie               | 121   | 63     | 11           | 11           | 21     | 13     | 3     | 0      | 156   | 87     |
| Bayern Monachium   | 2009/2010          | Bundesliga            | 29    | 10     | 4            | 3            | 12     | 1      | –     | –      | 45    | 14     |
| Bayern Monachium   | 2010/2011          | Bundesliga            | 32    | 28     | 5            | 3            | 8      | 8      | 0     | 0      | 45    | 39     |
| Bayern Monachium   | 2011/2012          | Bundesliga            | 33    | 26     | 5            | 2            | 14     | 13     | –     | –      | 52    | 41     |
| Bayern Monachium   | 2012/2013          | Bundesliga            | 21    | 11     | 4            | 6            | 7      | 2      | 0     | 0      | 32    | 19     |
| Bayern Monachium   | Ogólnie            | Ogólnie               | 115   | 75     | 18           | 14           | 41     | 24     | 0     | 0      | 174   | 113    |
| ACF Fiorentina     | 2013/2014          | Serie A               | 9     | 3      | 0            | 0            | 6      | 1      | –     | –      | 15    | 4      |
| ACF Fiorentina     | 2014/2015          | Serie A               | 20    | 4      | 4            | 4            | 8      | 2      | –     | –      | 32    | 10     |
| ACF Fiorentina     | Ogólnie            | Ogólnie               | 29    | 7      | 4            | 4            | 14     | 3      | 0     | 0      | 47    | 14     |
| Beşiktaş JK (wyp.) | 2015/2016          | Süper Lig             | 33    | 26     | 3            | 0            | 5      | 2      | –     | –      | 41    | 28     |
| Beşiktaş JK (wyp.) | Ogólnie            | Ogólnie               | 33    | 26     | 3            | 0            | 5      | 2      | 0     | 0      | 41    | 28     |
| VfL Wolfsburg      | 2016/2017          | Bundesliga            | 33    | 16     | 2            | 1            | –      | –      | 2     | 1      | 37    | 18     |
| VfL Wolfsburg      | 2017/2018          | Bundesliga            | 12    | 1      | 3            | 0            | –      | –      | 0     | 0      | 15    | 1      |
| VfL Wolfsburg      | Ogólnie            | Ogólnie               | 45    | 17     | 5            | 1            | 0      | 0      | 2     | 1      | 52    | 19     |
| VfB Stuttgart      | 2017/2018          | Bundesliga            | 16    | 8      | 0            | 0            | –      | –      | –     | –      | 16    | 8      |
| VfB Stuttgart      | 2018/2019          | Bundesliga            | 31    | 7      | 1            | 0            | –      | –      | 2     | 1      | 34    | 8      |
| VfB Stuttgart      | 2019/2020          | 2. Fußball-Bundesliga | 23    | 7      | 1            | 0            | –      | –      | –     | –      | 24    | 7      |
| VfB Stuttgart      | Ogólnie            | Ogólnie               | 70    | 22     | 2            | 0            | 0      | 0      | 2     | 1      | 74    | 23     |
| Ogólnie w karierze | Ogólnie w karierze | Ogólnie w karierze    | 456   | 231    | 43           | 30           | 81     | 42     | 6     | 2      | 587   | 305    |

### Reprezentacyjne
| Reprezentacja | Rok     | Mecze | Bramki |
| ------------- | ------- | ----- | ------ |
| Niemcy        |         |       |        |
| 2007          | 7       | 3     |        |
| 2008          | 13      | 3     |        |
| 2009          | 11      | 5     |        |
| 2010          | 10      | 3     |        |
| 2011          | 9       | 7     |        |
| 2012          | 7       | 4     |        |
| 2013          | 2       | 0     |        |
| 2014          | 1       | 0     |        |
| 2015          | 1       | 0     |        |
| 2016          | 8       | 4     |        |
| 2017          | 2       | 2     |        |
| 2018          | 7       | 0     |        |
| Ogólnie       | Ogólnie | 78    | 31     |

## Sukcesy

### VfB Stuttgart
- Mistrzostwo Niemiec: 2006/2007

### Bayern Monachium
- Mistrzostwo Niemiec: 2009/2010, 2012/2013
- Puchar Niemiec w piłce nożnej: 2009/2010, 2012/2013
- Superpuchar Niemiec: 2012
- Liga Mistrzów UEFA: 2012/2013

### Beşiktaş
- Mistrzostwo Turcji: 2015/2016

### Reprezentacyjne
- Mistrzostwa Świata w Piłce Nożnej 2010: brązowy medal
- Mistrzostwa Europy w Piłce Nożnej 2008: srebrny medal

### Indywidualne
- Król strzelców Bundesligi: 2010/2011
- Piłkarz roku w Niemczech: 2007
- Król strzelców Pucharu Niemiec: 2007/2008, 2012/2013
- Król strzelców Pucharu Włoch: 2014/2015
- Król strzelców Süper Lig: 2015/2016